# Rijnwaarden
Rijnwaarden – była gmina w prowincji Geldria w Holandii.

## Miejscowości
Aerdt, Herwen, Lobith (siedziba gminy), Pannerden, Spijk, Tolkamer, Tuindorp.